# 原始漢族
原始漢族（英語：Proto-Han people），為使用原始漢語的古代族群，被認為分支自原始漢藏族，為后来的华夏族以及现代汉族的共同先祖。

## 起源學說
學界一般支持原始漢族是自原始漢藏族分支出來，原始漢藏族的语言起源有德內－高加索語系假說、泛喜馬拉雅語系假說、汉－南岛语系與南方大語系假說三個主要假說。
德內－高加索語系假說認為漢藏语系與北高加索語系、葉尼塞語系等有同源關係，認為漢藏語系起源於西伯利亞葉尼塞河流域。美國學者許靖華認為漢藏人在公元前六千多年，因氣候變冷，離開塞尼塞河南下，進入黃河上游，擊敗原居於中國東南方的苗族與傜族先民，進居中國中原地區。
中华人民共和国学者高晶一認為汉语的雅言属于汉藏语系，而汉语的俗语属于汉芬兰语系，这跟黄帝部落北迁有关。
汉－南岛语系假說與南方大語系假說認為，漢藏語系與侗台語系、南島語系等等共同起源於亞洲南部，苗瑶语系也可能可以被納入其中。
中華人民共和國學者方漢文等，認為東夷是原始漢族的主要起源。
學者白桂思認為漢語與藏語是兩支平行發展的語言，不是出自共同語言，因此反對原始漢族是由原始漢藏族分支的學說，主張原始漢族與原始藏緬族是兩支獨立發展的族群。
族群上，漢藏同源，亦有研究指出漢藏人起源自東亞南部一帶，於距今4萬至2萬年前間北上至黄河上游，後再移居至黃河中下游，建立仰韶文化與大汶口文化，形成漢族先祖。
泛喜馬拉雅語言假說認為，早期人類經喜馬拉雅山脈一帶東遷，在亞洲南部地區形成原始漢藏族，之後沿川藏一帶至黃河中上游，在黃河中上游地區，分支成原始藏緬族與原始漢族兩支。原始藏緬族朝黃河上游一带，向川藏、雲南與印度南方發展，原始漢族繼續往黃河中下游移居，建立大汶口與仰韶文化。馬蒂索夫認為原始漢藏族起源自喜馬拉雅山區，於公元前4000年左右在黃河流域上游分化出原始漢族。 
中華人民共和國復旦大學學者金力團隊於2019年發表論文，以遺傳學與貝葉氏統計方法研究，指出在西元前6000年的中國黄河上游地區，原始漢藏語分支出原始漢語與原始藏緬語。2020年，另一群研究者則將時間推至西元前8000年。

## 考古遺跡
大汶口文化與磁山文化可能是由原始漢族建立。在之後的仰韶文化及馬家窑文化，與原始漢族有緊密關係。
龍山文化也被認為與原始漢藏族或原始漢族有關。